# Стаханово (Саратовская область)
Стаха́ново (до 1942 года - Альт-Цюрих; нем. Alt-Zurich) — исчезнувшее село в Балаковском районе Саратовской области. 
Село находилось в степной местности, в пределах Сыртовой равнины, являющейся частью Восточно-Европейской равнины, на левом берегу реки Большой Кушум.

## История
Дата основания не установлена. Предположительно основано во второй половине XIX века. Немецкая колония. Названа по материнской колонии Цюрих. Входила в состав Каменно-Сарминской волости, затем Каменной волости Николаевского уезда Самарской губернии. Относилась к лютеранскому приходу Гнаденфлюр. 
С 1918 года - в составе Верхне-Караманского района Трудовой коммуны Немцев Поволжья (с 1923 года АССР немцев Поволжья), после перехода к кантонному делению в составе Фёдоровского кантона, с 1935 года - в составе Гнаденфлюрского кантона. В голод 1921 года родились 32 человек, умерли – 56. В 1926 году в селе имелись сельсовет, начальная школа, изба-читальня. 
28 августа 1941 года был издан Указ Президиума ВС СССР о переселении немцев, проживающих в районах Поволжья, население было депортировано. Село, как и другие населённые пункты Гнаденфлюрского кантона, было включено в состав Саратовской области. Впоследствии переименовано в Стаханово. Дата упразднения не установлена.

## Население
Динамика численности населения
| 1889 | 1897 | 1910 | 1920 | 1922 | 1926 | 1931 |
| ---- | ---- | ---- | ---- | ---- | ---- | ---- |
| 115  | 303  | 303  | 620  | 561  | 475  | 523  |

В 1931 году немцы составляли 95 % населения села (498 из 523)